# Dioptra

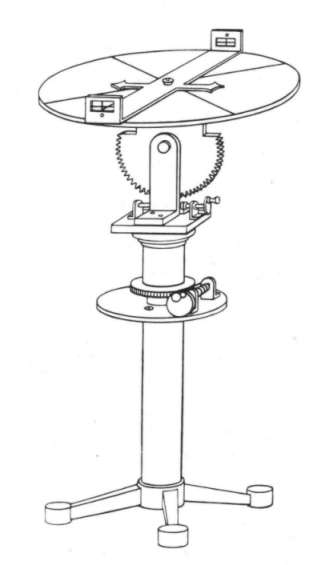
Dioptra ábrázolása Hérón leírása alapján

A dioptra szögek mérésére és vízszintes síkok kijelölésére szolgáló, a földmérésben és a csillagászatban használt, ókori műszer, amit Hérón talált fel, majd Hipparkhosz tökéletesített. Hérón a Peri Dioptrasz (A dioptráról) című munkájában írta le felépítését, működését, használatát. Csillagászati műszerként fokozatosan az armilláris gömb váltotta fel. Földmérő műszerként továbbfejlesztett változata a kettős dioptra. A középkorban már az asztrolábiumok, illetve armilláris gömbök forgatható irányzóját nevezték dioptrának.
A háromlábú műszerállvány tetejére körben elforgatható lapot szerkesztett. Erre a lapra kellett felerősíteni a szögmérő és a szintező műszerrészt.
A szögmérő rész kör alakú lapjának szélére fokbeosztást rajzoltak. A korongon egy irányvonalzót lehetett szabadon elforgatni. (Az irányvonalzó olyan, egyenes léc, amelynek két végére kis nyílással ellátott lemezeket erősítettek. A réseken átnézve irányozták meg a keresett tárgyat; a két tárgy látószöge a fokbeosztás különbsége volt. A fokbeosztásos korongot függőlegesen fölerősítve csillagászati szögméréseket végezhettek vele.
A szintező rész hosszú falécébe felhajtott végű bronzcsövet süllyesztettek, a cső felhajtott végeibe egy-egy üvegcsövet illesztettek, majd vizet töltöttek belé. A közlekedőedények törvénye alapján a korong és rajta a léc akkor volt vízszintes helyzetben, ha a két üvegcsőben a vízszint megegyezett.
A mérést segítő munkatárs tárcsás szintezővel állt fel egy távolabbi pontra. (A tárcsás szintező olyan oszlop volt, amelyen felfelé és lefelé egy korongot lehetett mozgatni. A korong egyik felét feketére, a másikat fehérre festették. A két részt vízszintes vonal választotta el egymástól.) A korongot addig kellett mozgatni, amíg az üvegcsövek elé szerelt állítható irányzóréseken átnéző földmérő nem jelezte, hogy éppen a fekete-fehér válaszvonalra lát. Azt, hogy a vonal mennyivel van a talaj felett, az oszlop oldalára vésett jelekből olvasták le.